# John Tebbel
John William Tebbel (* 16. November 1912 in Boyne City, Charlevoix County, Michigan; † 10. Oktober 2004 in Durham, North Carolina) war ein US-amerikanischer Journalist und Medienhistoriker.
Tebbel wuchs auf einer Farm auf und begann mit 14 als Lokalreporter für die Mount Pleasant Times in Michigan zu arbeiten. 1935 machte er den Bachelor an der Central Michigan University, 1937 den Master an der Columbia Journalism School. Nach dem Abschluss war Tebbel als Reporter für die Detroit Free Press, als Herausgeber des The Providence Journal und als Managing Editor des American Mercury tätig. 1943 wechselte er in die Redaktion der Sonntagsausgabe der New York Times. Er unterrichtete sowohl an der Columbia Journalism School als auch von 1949 bis 1976 an der New York University.

## Schriften (Auswahl)
- An American Dynasty. The Story of the McCormicks, Medills and Pattersons. Doubleday & Company, New York NY 1947.
- als Herausgeber: Francis Parkman: The Battle for North America. Doubleday, Garden City NY 1948.
- The Media in America. Crowell, New York NY 1974, ISBN 0-690-00500-8.
- A History of Book Publishing in the United States. Bowker, New York NY u. a. 1972–1981;
  - Band 1: The Creation of an Industry. 1630–1865. 1972, ISBN 0-8352-0489-8;
  - Band 2: The Expansion of an Industry. 1865–1919. 1975, ISBN 0-8352-0497-9;
  - Band 3: The Golden Age between two Wars. 1920–1940. 1978, ISBN 0-8352-0498-7;
  - Band 4: The Great Change. 1940–1980. 1981, ISBN 0-8352-0499-5.
- mit Sarah Miles Watts: The Press and the Presidency. From George Washington to Ronald Reagan. Oxford University Press, New York NY u. a. 1985, ISBN 0-19-503628-X.